# 25. pěší divize (Wehrmacht)
25. pěší divize byla německá vojenská jednotka za druhé světové války.
Divize byla vytvořena k 1. dubnu roku 1936 v Ludwigsburgu v rámci V. vojenského obvodu (Wehrkreis V). Jejím prvním velitelem byl jmenován generálmajor Hubert Schaller-Kalide. Poté ke konci srpna roku 1939 byla divize využívána k zabezpečení hranic v Sársku. Během Bitvy o Francii byla divize nasazena jako rezerva 12. armády.

## Velitelé
Velitel divize
- Generalmajor Hubert Schaller-Kalide (1. duben, 1936 – 6. říjen 1936 )
- Generalleutnant Christian Hansen (6. říjen, 1936 – 15. říjen, 1939)
- Generalleutnant Erich-Heinrich Clößner (15. říjen, 1939 – 15. leden, 1942)
- Generalleutnant Sigfrid Henrici (15. leden, 1941 – 4. únor, 1942)
- Generalleutnant Anton Grasser (4. únor, 1942 – 23. červenec, 1943)

Náčelník operací
- Oberstleutnant i. G. Hinrich Knesch (5. leden, 1940 – říjen, 1939)
- Oberstleutnant i. G. Heinrich Gaedcke (4. červen, 1940 – 31. leden, 1943)
- Oberstleutnant i. G. Albert Schnez (1. únor, 1943 – 23. červenec, 1943)

## Oblast operací
- Polsko (září, 1939 - květen, 1940)
- Francie (květen, 1940 - listopad, 1940)
- Německo (listopad, 1940 - květen, 1941)
- Východní fronta, jižní sektor (červen, 1941 - září, 1941)
- Východní fronta, centrální sektor (říjen, 1941 - červenec, 1943)

## Držitelé rytířského kříže
- Anton Grasser dne 16. června 1940 v hodnosti Oberstleutnant jako velitel 119. pěšího pluku
- Eberhard Rodt dne 25. června 1940 v hodnosti Oberstleutnant jako velitel 25. průzkumného praporu
- Otto Schmidt-Hartung dne 29. června 1940 v hodnosti Oberst jako velitel 35. pěšího pluku
- Erich-Heinrich Clößner dne 29. září 1940 v hodnosti Generalleutnant jako velitel 25. pěší divize

## Bojová sestava

### Říjen, 1936
- Infanterie-Regiment 13 (13. pěší pluk) – tvořen: , štáb pluku, I. – III. prapor, záloha pluku, (velitel: Oberst Philipp Müller-Gebhard)
- Infanterie-Regiment 35 (35. pěší pluk) – tvořen: , štáb pluku, I. – III. prapor, záloha pluku, (velitel: Oberst Carl Hilpert)
- Infanterie-Regiment 119 (119. pěší pluk) – tvořen: , štáb pluku, I. – III. prapor, záloha pluku, (velitel: Oberst Friedrich Zickwolff)
- Artillerie-Regiment 25 (25. dělostřelecký pluk) – tvořen: štáb pluku, I. – III. prapor (velitel: Oberst Willi Moser)
- Artillerie-Regiment 61 (61. dělostřelecký pluk) – tvořen: I. prapor (velitel: Major Eugen Wößner)
- Panzer-Abwehr-Abteilung 25 (25. protitankový oddíl)
- Pionier-Bataillon 25 (25. ženijní prapor)
- Nachrichten-Abteilung 25 (25. zpravodajský oddíl)

### Září, 1939
- Infanterie-Regiment 13 (13. pěší pluk) – (velitel: Oberst Philipp Müller-Gebhard)
- Infanterie-Regiment 35 (35. pěší pluk) – (velitel: Oberst Otto Schmidt-Hartung)
- Infanterie-Regiment 119 (119. pěší pluk) – (velitel: Oberst Kurt Hoffmann)
- Artillerie-Regiment 25 (25. dělostřelecký pluk) – (velitel: Oberst Hermann Kruse)
- I./Artillerie-Regiment 61 (I. prapor z 61. dělostřeleckého pluku) – (velitel: Major Eugen Wößner)
- Beobachtungs-Abteilung 25 (25. pozorovací oddíl) – tvořen: štáb, zaměřovací baterie, zvukoměřící baterie, detekční baterie (světlomety)
- Aufklärungs-Abteilung 25 (25. průzkumný oddíl) – tvořen: štáb, jízdní švadrona (koně), jízdní rota (bicykly), těžká švadrona – velitel: Oberstleutnant Eberhard Rodt)
- Panzer-Abwehr-Abteilung 25 (25. protitankový oddíl) – tvořen: štáb, I. – IV. roty, zásobovací rota
- Pionier-Bataillon 25 (25. ženijní prapor) – tvořen: štáb praporu, I. – III. roty, mostní rota, oddíl nákladních vozů
- Nachrichten-Abteilung 25 (25. zpravodajský oddíl) – tvořen: štáb, telefonní rota, rádiová rota, lehká zpravodajská rota
- Feldersatz-Bataillon 25 (25. záložní prapor) – tvořen: štáb praporu, I. – IV. roty
- Divisions-Nachschubführer 25 (25. divizní zásobování) – tvořeno: štáb, I. – X. oddílů menších nákladních aut, údržbářská rota
- Sanitätsdienste 25 (25. zdravotní rota) – tvořena: I.-II. čety zdravotníků, polní nemocnice, I. – II. čety sanitních vozů
- Verwaltungsdienste 25 (25. správní služba) – tvořeno: zásobování, polní pošta, divizní pekárna, divizní řezník
- Veterinär-Kompanie 25 (25. veterinární rota)

### Září, 1942
- Infanterie-Regiment (mot.) 35 (35. motorizovaný pěší pluk) – tvořen: štáb pluku, I. – III. prapory, zásobovací kolona
- Infanterie-Regiment (mot.) 119 (119. motorizovaný pěší pluk) – tvořen: štáb pluku, I. – III. prapory, zásobovací kolona
- Kradschützen-Bataillon 25 (25. motostřelecký prapor) – tvořen: štáb, I. – V. roty
- Artillerie-Regiment (mot.) 25 (25. motorizovaný dělostřelecký prapor) – tvořen: štáb pluku, I. – III. prapory – (velitel: Oberst Rolf-Günther Bickel)
- Panzerjäger-Abteilung 25 (25. oddíl tankových stíhačů) – tvořen: štáb, I. – IV. roty, zásobovací rota – (velitel: Hauptmann Karl-Max Freiherr von Hofenfels)
- Pionier-Bataillon 25 (25. ženijní prapor) – tvořen: štáb praporu, I. – III. roty, mostní rota, oddíl nákladních vozů
- Divisions-Nachrichten-Abteilung (mot.) 25 (25. divizní motorizovaný zpravodajský oddíl) – tvořen: štáb, telefonní rota, rádiová rota, lehká zpravodajská rota
- Divisions-Nachschubführer 25 (25. divizní zásobování) – tvořeno: štáb, I. – X. oddílů menších nákladních aut, údržbářská rota
- Sanitätsdienste 25 (25. zdravotní rota) – tvořena: I.-II. čety zdravotníků, polní nemocnice, I. – II. čety sanitních vozů
- Verwaltungsdienste 25 (25. správní služba) – tvořeno: zásobování, polní pošta, divizní pekárna, divizní řezník
- Veterinär-Kompanie 25 (25. veterinární rota)